# Кулаков, Вячеслав Эразмович
Вячесла́в Эра́змович Кулако́в (род. 9 июля 1968, Целиноград) — советский и российский актёр театра и кино.

## Биография
Вячеслав Кулаков родился 9 июля 1968 года в казахстанском городе Целиноград (ныне — Астана).
В 1985 году вместе со старшим братом приехал в Москву поступать в театральный ВУЗ. Денег на гостиницу у братьев не было, и всё лето они ночевали в захваченной из дома палатке; её братья ставили либо за городом, либо в одном из укромных уголков парка «Сокольники». Поступить в ВУЗ Вячеславу (как и его брату) тогда не удалось, и он устроился в ПТУ при фабрике имени Петра Алексеева, где имелось общежитие. Осваивая слесарное ремесло, Вячеслав одновременно занимался в театральной студии при ДК Метростроя.
В 1986—1988 годах служил в рядах Советской армии, а затем поступил в Школу-студию имени В. И. Немировича-Данченко при МХАТ имени А. П. Чехова. В 1993 году окончил Школу-студию (курс А. Леонтьева, Ю. Ерёмина).
Работал в Московском Драматическом Театре имени Пушкина до 2002 года, а затем в антрепризных спектаклях.
Дебют в кино — в 1994 году в фильме индийского режиссёра Гаурава Сетха «Искусство умирать».
Участвовал в телевизионных шоу Первого канала «Большие гонки» и «Король ринга».
Увлекается спортом: 1-й дан айкидо (чёрный пояс), Катори Синто-рю — японское фехтование на мечах и др. оружии (моку-року 2-й дан, чёрный пояс).
Женат. Жену зовут Светлана. У них трое детей: Арсений (2002 г.р.), Алиса (2004 г.р.) и Владислава (2007 г.р.).

## Роли в театре

### Московский Драматический Театр имени А. С. Пушкина
- 1992 — «Эрик 14-й» режиссёр Ю. И. Ерёмин — герцог Карл
- 1993 — «Русское затмение» реж. В. В. Долгачёв — Корнет Елагин
- 1993 — «Сон в летнюю ночь» реж. Г.Спранг — принц Деметрий
- 1994 — «Великий Гэтсби» реж. Э.Торон (США) — Гэтсби
- 1995 — «Остров сокровищ» реж. Е.Писарев и Д.Филимонов — Смоллетт (также постановка боёв в этом спектакле)
- 1996 — «Аленький цветочек» — Чудище
- 1997 — «Комната смеха» реж. Ю. И. Ерёмин (3 роли) — Ямщик, Книготорговец, Поверенный
- 1998 — «Белая цапля» — Принц
- 1999 — «Любовь и всякое такое…» реж. Е.Писарев — гл. роли в 2-х новеллах (всего 4-ре) — Ли, Сержант Зет
- 2000 — «Леди на день» реж. Д. Х. Астрахан — граф Ромеро младший

### Антрепризы
- 2001 — «Не бросайте пепел на пол» реж. Е.Скороходова — Он
- 2002 — «Аннотация к убийству» реж. Д.Попова — Ясон

### Московский Театр «Вернисаж»
- 2003 — «Снежная Королева» — Сказочник
- 2004 — Мюзикл по Б. Шоу. — Фрэнк

### Независимая антреприза
- 2005 — «Ромео и Джульетта (400 лет спустя)» реж. Н.Бендера — Ромео

## Фильмография
1. 1994 — Искусство умирать (Индия) — Эдвард
2. 1995 — Грешные апостолы любви — Отто Венцель
3. 1995 — Дом (фильм) — Раскольников
4. 1995 — Роман в Москве (Китай) — Юра
5. 1996 — Кафе «Клубничка» — мичман Володя
6. 1996 — Привет, дуралеи!— Толик, любовник Светланы
7. 1996 — Любить по-русски 2 — милиционер
8. 1998 — Горячая точка — капитан Суханов
9. 1998 — Окраина — Сын Симавина
10. 1998 — Чёрный океан — агент ЦРУ Поль
11. 1999 — Белые ночи (Корея) — агент КГБ Марат
12. 1999 — Д.Д.Д. Досье детектива Дубровского — Миронов, референт Войтова
13. 1999 — Особенности русской бани — кум
14. 1999 — V степень порочности (Трахательная история)
15. 2000 — Салон красоты — тренер по фитнесу Никита
16. 2000 — Самозванцы — преследователь
17. 2000 — 2004 — Марш Турецкого-2 — детектив Всеволод Голованов
18. 2001 — Горячая линия — Алексей Игоревич
19. 2001 — Леди Бомж — охранник депутата Игорь
20. 2001 — Дальнобойщики (3-я серия "Экспедитор") — эпизод
21. 2001 — 2004 — На углу, у Патриарших — оперативник Митя Шевелёв
22. 2002 — Aphrodisia (США) — Алекс
23. 2002 — Время Варваров — Владимир Дымов
24. 2002 — 2008 — Две судьбы — Олег Хлебников
25. 2002 — Моя Годива (США) — Дмитрий
26. 2003 — Удар лотоса 3 — Секретарь
27. 2004 — Вам — задание (Беларусь) — Штольке
28. 2004 — Карусель — адъютант
29. 2004 — Не все кошки серы — Андрей
30. 2004 — Параллельно любви — Алексей Андреев
31. 2005 — Бумер. Фильм второй — оперативник
32. 2005 — Глубокое течение (Беларусь) — Свояцкий
33. 2005 — Мужской сезон. Бархатная революция — адвокат Седого
34. 2005 — Рысак — наездник Синицын
35. 2006 — Всё включено (Россия, Украина) — Артём, начальник охраны крымского отеля
36. 2006 — Гонка за счастьем — Вадим Любарский, директор
37. 2006 — Мой генерал — Андрей
38. 2006 — Офицеры — Геннадий Павлович, молодой преподаватель
39. 2006 — Парижане — Алексей Костров
40. 2006 — Сталин. Live — Вальтер, комендант нацистского концлагеря
41. 2006 — Под Большой медведицей — Игорь Соболев
42. 2007 — Белка в колесе — Петр Петрович Иванов
43. 2007 — Грехи наши
44. 2007 — Своя команда — Волков
45. 2007 — 2011 — Срочно в номер — Дмитрий Долгоруков, майор
46. 2008 — Богатая и любимая — Роман
47. 2008 — Знахарь — Леонид, юрист Хопина, двоюродный брат «Знахаря»
48. 2008 — Уравнение со всеми известными — Сергей, муж Веры
49. 2009 — Город соблазнов — Валерий Сергеевич Бунин, министр
50. 2009 — Дольше века — Егор Державин, сын Полины Репиной, отец Андрея
51. 2009 — Телохранитель — Токарев / Мешок
52. 2010 — Объявлен в розыск — Сидорцев, подполковник отдела собственной безопасности
53. 2010 — Я подарю себе чудо — Костя
54. 2012 — Дикий-3 — Лев Аркадьевич Закошанский
55. 2013 — Розыск — Павел Новожилов, сотрудник группы по тяжким преступлениям угрозыска округа
56. 2014 — Синдром Шахматиста  — Павел Николаев, подполковник полиции
57. 2014 — Московская борзая — Мухин, нотариус
58. 2015 — Родина — представитель службы охраны Кремля
59. 2015 — Метод — Лазарев
60. 2018 — Теория вероятности — Тимур Исмаилов
61. 2018 — Не бросайте пепел на пол — Он
62. 2019 — СМЕРШ — Архип Чижевич, полицай
63. 2020 — Старая гвардия-3 — Роман Ломов
64. 2020 — Под прикрытием — Гущин
65. 2021 — Призрак — Лыков
66. 2022 — Спецбат — Тюленев
67. 2023 — Эффект домино — Иван Валерьевич Аврамов
68. 2024 — Женский защитник
69. 2024 — Молот ведьм — инвестор